# Smârdan, Tulcea
Smârdan là một xã thuộc hạt Tulcea, România. Dân số thời điểm năm 2002 là 1185 người.